# تيروباتي
تيروباتي هي مدينة، في الهند، تقع في مقاطعة جيتور، بلغ عدد سكانها 3,740,000 نسمة وذلك حسب إحصائيات سنة 2011، تبلغ مساحتها 27.44 كيلومتر مربع، رمزها البريدي هو 517501.

## المناخ
يظهر الجدول التالي التغييرات المناخية على مدار السنة لتيروباتي:
| البيانات المناخية لـتيروباتي             | البيانات المناخية لـتيروباتي | البيانات المناخية لـتيروباتي | البيانات المناخية لـتيروباتي | البيانات المناخية لـتيروباتي | البيانات المناخية لـتيروباتي | البيانات المناخية لـتيروباتي | البيانات المناخية لـتيروباتي | البيانات المناخية لـتيروباتي | البيانات المناخية لـتيروباتي | البيانات المناخية لـتيروباتي | البيانات المناخية لـتيروباتي | البيانات المناخية لـتيروباتي | البيانات المناخية لـتيروباتي |
| الشهر                                    | يناير                        | فبراير                       | مارس                         | أبريل                        | مايو                         | يونيو                        | يوليو                        | أغسطس                        | سبتمبر                       | أكتوبر                       | نوفمبر                       | ديسمبر                       | المعدل السنوي                |
| ---------------------------------------- | ---------------------------- | ---------------------------- | ---------------------------- | ---------------------------- | ---------------------------- | ---------------------------- | ---------------------------- | ---------------------------- | ---------------------------- | ---------------------------- | ---------------------------- | ---------------------------- | ---------------------------- |
| الدرجة القصوى °م (°ف)                    | 35.6 (96.1)                  | 39.5 (103.1)                 | 43 (109)                     | 44.2 (111.6)                 | 45 (113)                     | 45.2 (113.4)                 | 40.5 (104.9)                 | 40.5 (104.9)                 | 40 (104)                     | 43.1 (109.6)                 | 34.8 (94.6)                  | 34.3 (93.7)                  | 45.2 (113.4)                 |
| متوسط درجة الحرارة الكبرى °م (°ف)        | 30.0 (86.0)                  | 33.1 (91.6)                  | 36.8 (98.2)                  | 39.2 (102.6)                 | 40.3 (104.5)                 | 37.9 (100.2)                 | 35.9 (96.6)                  | 35.0 (95.0)                  | 34.9 (94.8)                  | 32.8 (91.0)                  | 30.2 (86.4)                  | 29.0 (84.2)                  | 34.6 (94.3)                  |
| متوسط درجة الحرارة الصغرى °م (°ف)        | 18.8 (65.8)                  | 19.9 (67.8)                  | 22.8 (73.0)                  | 26.2 (79.2)                  | 28.0 (82.4)                  | 27.3 (81.1)                  | 26.1 (79.0)                  | 25.7 (78.3)                  | 25.2 (77.4)                  | 23.7 (74.7)                  | 21.8 (71.2)                  | 19.9 (67.8)                  | 23.8 (74.8)                  |
| أدنى درجة حرارة °م (°ف)                  | 12.9 (55.2)                  | 14.5 (58.1)                  | 14.8 (58.6)                  | 20 (68)                      | 20.4 (68.7)                  | 21.5 (70.7)                  | 20.7 (69.3)                  | 21.8 (71.2)                  | 21.8 (71.2)                  | 16.5 (61.7)                  | 15 (59)                      | 13.5 (56.3)                  | 12.9 (55.2)                  |
| الهطول مم (إنش)                          | 17.6 (0.69)                  | 5.1 (0.20)                   | 5.2 (0.20)                   | 15.9 (0.63)                  | 58.5 (2.30)                  | 77.0 (3.03)                  | 117.3 (4.62)                 | 137.3 (5.41)                 | 151.7 (5.97)                 | 226.2 (8.91)                 | 298.1 (11.74)                | 135.2 (5.32)                 | 1٬245٫1 (49.02)              |
| متوسط الأيام الممطرة                     | 1.1                          | 0.6                          | 0.5                          | 1.1                          | 2.8                          | 5.0                          | 7.9                          | 7.7                          | 7.0                          | 9.0                          | 9.4                          | 4.8                          | 57.0                         |
| المصدر: Indian Meteorological Department |                              |                              |                              |                              |                              |                              |                              |                              |                              |                              |                              |                              |                              |